# Segulung
Segulung is een bestuurslaag in het regentschap Madiun van de provincie Oost-Java, Indonesië. Segulung telt 4364 inwoners (volkstelling 2010).